# 2010 en Égypte
Chronologie de l'Égypte
- 2006
- 2007
- 2008
- 2009
- 2010
- 2011
- 2012
- 2013
- 2014

Cet article présente les faits importants qui se sont produits en Égypte en 2010.

## Chronologie

### Janvier 2010
- Dimanche 3 janvier 2010 :

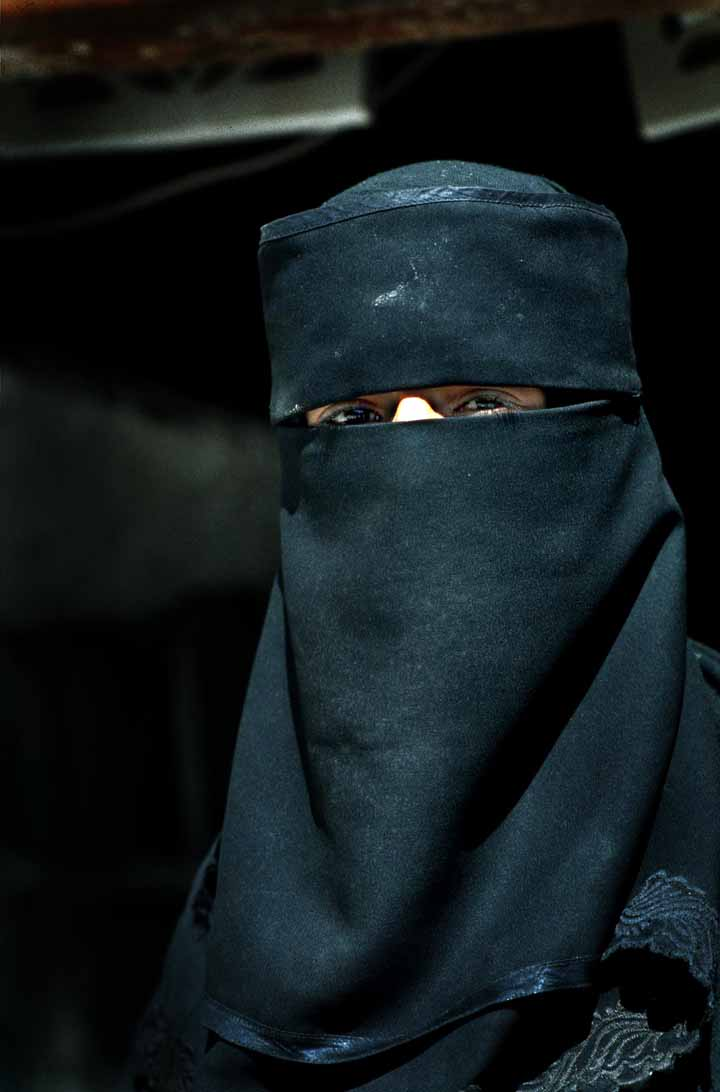
Femme portant le niqab.

  - Remaniement ministériel restreint, dont Alaa Eddine Fahmi Youssef, ministre des Transports, et Ahmad Zaki Badr, ministre de l'Éducation,
  - La Cour administrative confirme une décision du ministère de l'Éducation d'interdire le niqab — voile intégral ne laissant apercevoir que les yeux — dans les salles d'examens des universités. Les autorités avancent des raisons de sécurité, mais la montée du port du niqab les inquiète et certains responsables religieux y voient un signe de progrès de l'islam fondamentaliste. La plupart des musulmanes portent le hijab — un foulard cachant les cheveux et le cou mais laissant le visage découvert — dans les rues du Caire où cependant le niqab devient de plus en plus répandu.

- Mercredi 6 janvier 2010 : À la veille du Noël copte, 3 hommes armés ont ouvert le feu sur des chrétiens qui sortaient de la messe à Nagaa Hamadi, dans le gouvernorat de Qena, à 600 km environ au sud du Caire, tuant six chrétiens et un policier musulman. Cette attaque a suscité la colère des habitants de Nagaa Hammadi, qui accusent les autorités de vouloir étouffer les tensions confessionnelles en Égypte.

- Samedi 16 janvier 2010 : Un conservateur, Mohammed Badie, né en 1943 à Mahalla, dans le delta du Nil, est désigné à la tête des Frères musulmans, principale force d'opposition du pays mais en proie à de fortes dissensions internes. Il remplace Mehdi Akef, un membre de la « vieille garde » dont le mandat venait à expiration, qui s'était mis lui-même en retrait en octobre dernier en raison des conflits entre conservateurs et réformistes au sein du mouvement[1].

- Lundi 18 janvier 2010 :
  - Le président Hosni Moubarak appelle musulmans et chrétiens d'Égypte à l'unité, 10 jours après une fusillade au cours de laquelle six coptes ont été tués : « Nous sommes un seul peuple. Nous ne sommes pas des fanatiques car nous sommes tous les enfants de cette terre et il n'y a pas de différence entre musulmans, chrétiens et juifs égyptiens » demandant à « resserrer les rangs […] afin que la désunion ne donne pas de prétexte à tous ceux qui tentent de semer la discorde entre eux » et à « refuser toute querelle confessionnelle et tout fanatisme, d'autant plus que certains à l'étranger tentent d'approfondir le fossé entre musulmans et chrétiens »[2].
  - Les pires inondations depuis 1994 ont eu lieu au Sinaï égyptien. Une femme est morte et au moins neuf personnes ont été blessées lors des inondations. Parmi les communes les plus touchées : Abou Sweira, Charm el-Cheikh, Nouweiba, Taba et Wadi Adani. Cinq ports ont été fermés en raison des intempéries, y compris celui de Charm el-Cheikh et Sokhna.

- Vendredi 29 janvier 2010 : Mohamed El Baradei (67 ans), diplomate et ancien directeur général de l'Agence internationale de l'énergie atomique (AIEA), est revenu s'installer dans son pays, L'Égypte. De nombreux sympathisants scandant « El-Baradei président » l'ont accueilli à l'aéroport du Caire. Pour beaucoup d'observateurs, Mohamed El-Baradei, prix Nobel de la paix en 2005, est le leader le plus crédible pour succéder au président Hosni Moubarak, mais il a déclaré qu'il ne se porterait candidat que si les élections sont libres et supervisées par la communauté internationale.

- Dimanche 31 janvier 2010 : L'Égypte remporte à Luanda, la Coupe d'Afrique des nations pour la 3e fois d'affilée en battant le Ghana en finale (1-0).

### Février 2010
- Lundi 1er février 2010 : La sélection nationale égyptienne, les « Pharaons », au lendemain de sa troisième victoire d'affilée dans la Coupe d'Afrique des nations (CAN), et le septième de leur histoire, a été accueillie à l'aéroport international du Caire, par le président Hosni Moubarak, le premier ministre, Ahmed Nazif, le président du Parlement, Fathi Sorouret, et par des milliers de supporters enthousiastes.

- Lundi 8 février 2010 : Trois dirigeants des Frères musulmans, dont le no 2 du mouvement, Mahmoud Ezzat, et vingt autres membres ont été arrêtés au cours du week-end. Aux législatives de 2005, les Frères musulmans avaient fait une percée historique en remportant un cinquième des sièges au Parlement avec des députés étiquetés « indépendants »[3].

- Lundi 15 février 2010 : La police a saisi 3,5 tonnes d'explosifs près de la frontière avec la bande de Gaza, destinées à la contrebande vers le territoire palestinien contrôlé par le Hamas. Le TNT a été découvert, emballé dans 79 sacs, dans une cache à Sarsouriya, près du terminal de Rafah, « prêts à être passés vers Gaza par un tunnel ».

- Dimanche 21 février 2010 : Un inconnu a jeté un cocktail Molotov contre la synagogue Sha'ar Hashamayim dans le centre animé du Caire sans faire de victimes ni de dégâts.

- Lundi 22 février 2010 : Mohamed El Baradei a vivement critiqué sur une télévision privée le régime du président Hosni Moubarak, estimant que son pays devait « changer de voie ». mais lors de l'intervention il a laissé planer le doute sur sa participation à l'élection présidentielle de 2011[4].

- Mardi 23 février 2010 : L'homme qui a lancé un cocktail Molotov contre une synagogue du centre du Caire sans faire de dégâts ni de victimes, a été arrêté. Il s'agit d'un toxicomane de 49 ans déjà connu des services de police. En 1994, il avait été impliqué dans le cadre d'une enquête sur un groupe extrémistes qui avait mis le feu à des clubs de la capitale[5].

- Vendredi 26 février 2010 : De fortes intempéries ont causé la mort d'au moins 4 personnes et des dizaines de blessés, alors que Le Caire a été paralysé par un violent orage de grêle.

### Mars 2010
- Mercredi 3 mars 2010 : La Cour de Cassation accepte le pourvoi en cassation et ordonne un nouveau procès pour le magnat égyptien de l'immobilier Hicham Talaat Moustafa, qui avait été condamné à mort pour avoir commandité le meurtre d'une chanteuse libanaise à Dubaï. Son complice, un policier à la retraite, qui avait aussi été condamné à mort, doit également être rejugé[6].

- Mercredi 10 mars 2010 :
  - Le Réseau arabe pour l'information sur les droits de l'Homme (ANHRI), accuse les services de sécurité d'avoir « sadiquement torturé » un médecin de Fayyoum, Taha Abdel Tawab, pour avoir publiquement soutenu la campagne de Mohamed El Baradei, l'ex-directeur de l'AIEA qui a appelé à des réformes politiques en Égypte[7].
  - Mort du cheikh Mohamed Sayed Tantaoui, grand imam d'Al-Azhar, la plus haute autorité de l'islam sunnite, décédé en Arabie saoudite d'une crise cardiaque.

- Vendredi 12 mars 2010 : Des affrontements entre chrétiens coptes et musulmans dans la province de Mersa Matrouh (nord) ont fait 24 blessés. 20 personnes ont été arrêtées. Les affrontements ont éclaté lorsque des musulmans se sont mis à lancer des pierres contre des ouvriers du bâtiment chrétiens, croyant qu'ils construisaient une église alors qu'ils construisaient le mur d'enceinte d'un hospice.

- Dimanche 14 mars 2010 : Un journaliste israélien, Yotam Feldman, est arrêté à la frontière avec Israël. Il aurait été envoyé en Égypte par la chaîne de israélienne télévision privée 10 pour réaliser un reportage sur les migrants africains tentant de se rendre en Israël. Il pourrait être déféré devant un tribunal militaire[8].

- Vendredi 26 mars 2010 : La police annonce avoir arrêté à Rafah et à Cheikh Zouayyed, 22 hommes soupçonnées d'avoir participé à « des opérations de contrebande de marchandises vers Gaza par le biais des tunnels ». « De grandes quantités de marchandises » ont été saisies lors de cette opération : pièces de rechange pour voitures et motos, vêtements, boîtes de conserve et pompes à eau électriques. L'Égypte a récemment renforcé, sous pression israélienne et américaine, son dispositif de lutte contre la contrebande terrestre et maritime avec la bande de Gaza afin d'empêcher le trafic d'armes à destination de cette enclave. Elle a ainsi décidé d'édifier une barrière métallique souterraine pour verrouiller cette zone sensible[9].

### Mai 2010
- Vendredi 14 mai 2010 : Quatre pays d'Afrique de l'Est — l'Éthiopie, l'Ouganda, le Rwanda et la Tanzanie — ont signé à Entebbe un nouvel accord, en négociation depuis une dizaine d'années, sur le partage des eaux du Nil, en l'absence du Burundi et de la Congo-Kinshasa, et malgré le boycott de l'Égypte et du Soudan, farouchement opposés à ce projet, dont tous les détails n'ont pas été rendus publics. Selon le texte, la nouvelle Commission du Bassin du Nil sera chargée de recevoir et approuver tous les projets (canaux d'irrigation, barrages…) concernant le fleuve. Elle sera basée à Addis-Abeba et comptera des représentants des neuf pays concernés[10].

### Août 2010
- Samedi 14 août 2010, Le Caire : Le Musée d'art islamique du Caire, le plus grand du monde, est inauguré après 8 années de restauration par le président Hosni Moubarak en présence de plusieurs de ses ministres, dont celui de la Culture Farouk Hosni, et du chef des antiquités égyptiennes Zahi Hawass. Quelque 2 500 pièces de grande valeur artistique ou historique, sélectionnées parmi un fonds de 100 000 objets, sont exposées dans 25 salles. Ce musée a comme mission de mettre à l'honneur la culture et l'histoire islamique égyptiennes, moins prisées que les antiquités pharaoniques par les millions de touristes qui visitent chaque année le pays.

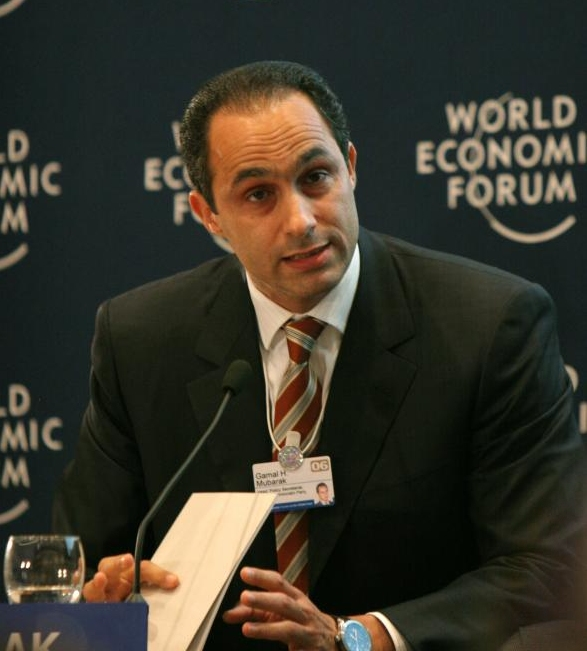
Gamal Moubarak.

- Jeudi 19 août 2010, Le Caire : Début d'une campagne d'affichage et de signatures en faveur de Gamal Moubarak, le fils cadet du président Hosni Moubarak, relançant les spéculations sur une succession « héréditaire » à la tête de l'Égypte. Gamal Moubarak, très proche des milieux d'affaires, est souvent présenté comme le successeur de son père, mais la possibilité que le pouvoir reste entre les mains d'une personnalité issue de l'armée est aussi fréquemment évoquée[11].

- Samedi 21 août 2010, Le Caire : Un tableau « inestimable » du peintre Vincent van Gogh, intitulé « Coquelicots », a été volé au musée Mahmoud Khalil qui abrite l'une des plus importantes collections d'art européen des XIXe et XXe siècles du Moyen-Orient. Selon le ministre de la Culture, Farouk Hosni : « Deux Italiens, un homme et une femme, ont été arrêtés en possession du tableau alors qu'ils tentaient de quitter le pays ». Ce même tableau avait déjà été volé en 1977 et il avait fallu dix ans pour que la police parvienne à remettre la main dessus[12].

- Dimanche 22 août 2010, Le Caire : Le ministre de la Culture, Farouk Hosni, revient sur ces déclarations de la veille annonçant que le tableau restait toujours introuvable[13]. Selon un responsable du musée, les caméras de surveillance et le système d'alarme du musée étaient « depuis longtemps » en panne à cause du manque de « pièces de rechange ».

- Mardi 24 août 2010 : Selon le chef du service des antiquités, Zahi Hawass, les 23 musées publics égyptiens actuellement ouverts « sont entièrement sécurisés par des caméras et des systèmes d'alarme contre les vols et les incendies, en plus de la présence permanente de la police du tourisme et des antiquités » mais toutefois des défaillances existent et tous les systèmes de protection devront être révisés. De nombreux journaux et commentateurs estiment que la formation défaillante du personnel des musées et les effectifs insuffisants étaient en cause[14].

- Mercredi 25 août 2010 :
  - Une collision frontale entre un camion et un minibus a fait 14 morts et quatre blessés sur une route reliant Le Caire à Alexandrie.
  - Le président Hosni Moubarak officialise le choix du site d'Al-Dabaa, sur la côte méditerranéenne, pour la construction de la première centrale nucléaire égyptienne de 1 000 mégawatts qui devrait entrer en production en 2019.

- Vendredi 27 août 2010 : Les Frères musulmans, principal groupe d'opposition, annoncent le lancement de leur propre réseau de socialisation sur internet, « Ikhwanbook » (Ikhwan veut dire "Frères", en arabe), inspiré de Facebook, afin de promouvoir un « islam modéré ». Il sera ouvert à tout le monde mais ne permettra pas la création de groupes « indécents », déjà 5 000 personnes se sont inscrites.

- Samedi 28 août 2010 : Selon l'agence officielle égyptienne Mena, seul un garde assure d'ordinaire la sécurité du musée du Caire d'où a été volé le 21 août un Van Gogh estimé à 50 millions de dollars. Sur 30 gardes prévus seuls 9 sont en poste et 30 des 47 caméras de surveillance installées avaient cessé de fonctionner depuis 2006. Selon le procureur général, 5 personnes, y compris le chef du département des Beaux-arts au ministère de la Culture, Mohsen Chaalane, ont été arrêtées et inculpées de négligence.

- Dimanche 29 août 2010 : Une polémique se développe au sujet du nouveau feuilleton télévisé égypto-syrien sur la légendaire reine d'Égypte Cléopâtre qui a provoqué la colère du chef des antiquités égyptiennes, Zahi Hawass, et de certains critiques, qui le jugent trop peu fidèle à la réalité historique[15].

### Septembre 2010
- Lundi 6 septembre 2010 : Onze représentants du ministère de la Culture sont inculpés, pour négligence et atteinte aux biens de l'État, dans l'enquête sur le vol d'un tableau de Vincent van Gogh en août dernier dans un musée du Caire dont le système d'alarme ne fonctionnait pas.

- Mardi 7 septembre 2010 : Le réacteur nucléaire russe de recherche de Inchass est tombé en panne en avril. La panne a été rapidement réparée et aucune fuite ne s'est produite. Selon l'enquête, le directeur du réacteur l'a mis en route sans autorisation préalable, en violation des nouvelles dispositions en place, et devrait passer en conseil de discipline.

- Lundi 20 septembre 2010, Le Caire : Selon le quotidien al-Ahram, Le chef du service de sécurité publique du mouvement islamiste palestinien Hamas, Mohamed Khamis Dababech, a été arrêté la semaine dernière à l'aéroport du Caire. Il est « soupçonné d'implication dans des activités nuisibles pour la sécurité nationale égyptienne, dont une tentative pour trafiquer une importante quantité de systèmes de télécommunications sophistiqués ». Il est aussi accusé d'être impliqué dans la mort en janvier dernier d'un policier égyptien lors d'un échange de tirs à la frontière, alors qu'il était « responsable de l'ordre à la frontière entre l'Égypte et la bande de Gaza »[16].

- Mardi 21 septembre 2010, Le Caire : Une manifestation d'environ 300 opposants à une possible succession héréditaire du président par son fils cadet, Gamal Moubarak, est violemment réprimée. Plusieurs manifestants auraient été violentés ou arrêtés. Ce rassemblement a réuni des militants du mouvement Kefaya ("Assez", en arabe égyptien), des militants de gauche ou des membres de partis d'opposition, mais pas les Frères musulmans.

- Vendredi 24 septembre 2010 : Une polémique se développe dans les milieux religieux après que l'évêque Bishoy, secrétaire du Saint-Synode de l'Église copte, ait suggéré qu'au moins un verset du Coran est en contradiction avec la foi chrétienne, y avait été inséré après la mort du prophète Mahomet, par l'un de ses successeurs. Les musulmans croient que le Coran regroupe les paroles que Dieu a révélées au prophète Mahomet par l'archange Gabriel, sur une période 23 ans, jusqu'à sa mort. Dire que certains versets ont été ajoutés a-posteriori met ainsi en doute leur validité[17].

### Octobre 2010
- Mardi 12 octobre 2010 : onze personnes, responsables du musée du Caire, sont condamnés à 3 ans de prison pour négligence, à la suite du vol du tableau de Van Gogh le 21 août. Parmi eux, le responsable du secteur des Beaux-arts au ministère de la culture, la directrice du musée, ainsi que sept gardiens. L'enquête a montré que 30 caméras de surveillance sur 47 installées étaient en panne depuis 2006, et que le plus souvent, un seul gardien assurait la sécurité du musée. Ce vol a mis en lumière les conditions de sécurité déplorables dans de nombreux musées égyptiens, qui abritent des trésors inestimables de l'ère pharaonique[18].

- Mardi 19 octobre 2010 :
  - Le ministre de l'Information, Anas al-Feki, annonce que l'opérateur Nilesat a suspendu temporairement 12 chaînes satellitaires pour avoir fait la promotion de la violence, de la haine raciale et de médecins charlatans: « Parmi les violations les plus flagrantes figurent des appels répétés de présentateurs extrémistes en faveur de l'excommunication, le bannissement et le meurtre de musulmans chiites, ainsi que la promotion de traitements à base de plantes pour le cancer et l'hépatite B et C ». 20 autres chaînes avaient reçu des avertissements. Les chaînes seraient de nouveau autorisées quand elles respecteraient la réglementation de Nilesat.
  - Le ministre de l'Information, Anas al-Feki, enjoint aussi à neuf compagnies privées fournissant des services de transmission satellitaire en direct de régulariser leur situation, avec une nouvelle autorisation officielle. Faute d'une telle autorisation, leurs clients étrangers — correspondants ou envoyés spéciaux — n'auront d'autre choix que de transmettre depuis des installations de la télévision publique, ce que des professionnels du secteur voient comme une menace sur la possibilité de faire du direct[19].

- Samedi 30 octobre 2010 : La police a tué un migrant soudanais lors d'un échange de tirs entre une patrouille des gardes-frontières égyptiens et des passeurs qui convoyaient plusieurs migrants, souhaitant pénétrer en Israël. Deux Soudanais ont été arrêtés et deux autres ont pris la fuite avec les passeurs. La frontière longue de 250 kilomètres avec Israël, particulièrement sensible et devenue une zone de transit importante pour les migrants, les demandeurs d'asile ou les trafiquants de drogue. Plus de 30 migrants ont été tués depuis le début de l'année en tentant de passer cette frontière[20].

### Novembre 2010
- Mercredi 3 novembre 2010 : Après l'attaque à Bagdad dimanche contre une cathédrale syriaque catholique qui a fait 53 morts, les appels dénonçant les menaces d'Al-Qaida contre la communauté chrétienne copte se sont multipliés depuis deux jours en Égypte. Le grand imam d'Al-Azhar, Cheikh Ahmed Al-Tayyeb, a déclaré que « l'islam garantit la liberté de culte et interdit les agressions contre les églises » elles ne servent « que ceux qui veulent provoquer la dissension et porter atteinte à l'unité nationale »[21].

- Mercredi 10 novembre 2010 : Les autorités annoncent que le Metropolitan Museum of Art de New York allait restituer 19 petites pièces identifiées comme provenant de la tombe du légendaire pharaon Toutânkhamon, dont un petit chien en bronze et un élément de bracelet représentant un sphinx[22].

- Vendredi 12 novembre 2010, Sinaï : Les services de sécurité ont arrêté dans la semaine une vingtaine d'islamistes soupçonnés d'« adhérer à une pensée extrémiste », l'Armée de l'Islam. Des ordinateurs et des livres avaient été saisis lors des arrestations. Le Conseil de sécurité nationale israélien a invité les touristes israéliens dans le Sinaï à quitter le territoire égyptien, affirmant qu'ils pouvaient être la cible d'enlèvements par des groupes islamistes liés au réseau d'Al-Qaïda[23].

- Lundi 15 novembre 2010 : Le conseil suprême des antiquités annonce la découverte de 12 statues de sphinx datant du pharaon Nectanebo 1er, qui régna de 380 à 362 av. J.-C., près des temples de Karnak, dans la région de Louxor. Nectanebo Ier fut l'un des derniers pharaons égyptiens à régner avant la conquête du pays par les Perses, puis par les Grecs qui fondèrent la dynastie des Ptolémées avant que l'Égypte soit intégrée à l'Empire romain[24].

- Mercredi 24 novembre 2010 : Un manifestant d'une vingtaine d'années a été tué dans les affrontements entre la police et des chrétiens coptes protestant contre l'interdiction de construire une église à Talibiya, un quartier du sud-ouest du Caire non loin des pyramides de Gizeh. 35 autres personnes ont été blessées et 156 manifestants ont été arrêtés. Les manifestants avaient lancé des pierres et des cocktails Molotov sur les policiers qui ont répondu par des tirs de grenades lacrymogènes. Le procureur général, Abdel Meguid Mahmoud, accuse les manifestants d'avoir « planifié de tuer des policiers » et d'avoir manifesté illégalement, de ce fait, elles seront maintenues en détention au moins 15 jours pour les besoins de l'enquête.

- Vendredi 26 novembre 2010 : Des tribunaux administratifs ont ordonné au total l'annulation du scrutin législatif de dimanche dans 24 circonscriptions à travers l'Égypte sur les 254 existantes comptant 2 sièges de députés chacune. Ces annulations s'ajoutent à celles déjà prononcées mercredi pour dix des onze circonscriptions d'Alexandrie (nord), la deuxième ville du pays. Un grand nombre des candidats invalidés par la haute commission électorale sont soutenus par les Frères musulmans ou sont des indépendants. Les Frères musulmans soutiennent 130 candidats et dénoncent une vaste campagne d'obstruction et de répression à l'approche du scrutin, avec l'arrestation de plus d'un millier de leurs militants[25].

- Samedi 27 novembre 2010 : La cour criminelle d'Alexandrie a condamné à deux ans de prison, 11 militants des Frères musulmans accusés d'avoir participé à la campagne de la confrérie pour les législatives. 320 autres militants des Frères musulmans sont inculpés pour des raisons identiques, après avoir été arrêtés au cours des dernières semaines. Les Frères musulmans, officiellement interdits, avaient fait une percée en 2005 en remportant un cinquième des sièges dans une assemblée très largement dominée par le Parti national démocrate du président Hosni Moubarak.

- Dimanche 28 novembre 2010 :
  - Élections législatives. Plusieurs millions d'Égyptiens doivent se rendre aux urnes pour élire les 508 députés. L'opposition « légale », dont les partis ont été validés, dénonce les fraudes à venir, « inévitables » depuis que la supervision des juges dans les bureaux de vote a été supprimée, selon un amendement constitutionnel de 2007[26]. Le Parti national démocrate (PND) du président Hosni Moubarak est donné largement gagnant de cette élection par laquelle il entend conforter son emprise face à l'opposition islamiste.
  - Le scrutin a été marqué par de nombreuses scènes de violences et 4 morts ce que nie le ministre de l'Information, Anas el-Fekki, estimant que les incidents rapportés « n'avaient pas affecté la conduite générale et l'intégrité des élections ». Le fils d'un candidat indépendant a été poignardé alors qu'il collait des affiches pour son père au Caire dans la nuit de samedi à dimanche. Des observateurs indépendants égyptiens ont dénoncé de nombreuses fraudes et violences au cours des opérations de vote à travers le pays, qui mettent gravement en cause la régularité du scrutin.

- Lundi 29 novembre 2010 :
  - Les Frères musulmans, confrérie théoriquement interdite par le pouvoir mais tolérée dans les faits, seraient pratiquement éliminés du nouveau Parlement égyptien. La confrérie détenait jusqu'à présent un cinquième des sièges dans l'ancienne chambre basse du Parlement et, sous l'étiquette « indépendants », constituait la première force d'opposition avec 88 députés. Selon Saad El-Katatni, chef de file des élus islamistes de l'assemblée sortante, aucun des cent trente candidats présentés par les Frères musulmans n'aurait décroché l'un des cinq cent huit sièges de député en jeu à l'issue du premier tour et dénonce des « trucages ». Seuls quelques-uns pourront briguer les suffrages des électeurs lors du second tour prévu le 5 décembre. La presse et des observateurs indépendants ont rendu compte de très nombreux cas de fraude et de violences lors du premier tour.
  - Selon la « Coalition indépendante pour l'observation des élections », « les citoyens ont été sacrifiés pour que le PND reste au pouvoir ». Un premier dossier est publié, décrivant en détail 83 cas d'irrégularités ou de violences, dans 13 des 30 gouvernorats[27].

- Mardi 30 novembre 2010 :
  - Le Département d'État américain fait part de sa déception et de sa consternation devant les accusations de fraudes, intimidations et autres anomalies lors des élections législatives égyptiennes dans ce premier tour.
  - Publication des résultats du premier tour des élections législatives. Le Parti national démocrate au pouvoir arrive largement en tête avec 209 sièges sur 221 pourvu au premier tour sur 508 en jeu avec 94,5 % des suffrages exprimés. Les Frères musulmans n'ont remporté aucun siège. Le principal parti d'opposition laïc Wafd obtient 2 sièges.
  - Selon la Commission électorale, seules 1.053 urnes sur 89.588 ont été invalidées en raison d'irrégularités, précisant que le taux de participation a été de 15 à 35 %, selon les circonscriptions, avec plus de 14 millions d'électeurs et estimant que « les irrégularités n'ont pas influé sur la transparence du premier tour des élections ».
  - Les Frères musulmans, première force d'opposition en Égypte, décident de se retirer entièrement, malgré leur 27 candidats encore en lice pour le second tour. Les Frères musulmans ont assuré qu'ils prendraient « toutes les mesures légales » pour faire invalider la « pseudo-Assemblée » qui sortira du second tour.
  - Le parti libéral Wafd annonce aussi son retrait y compris pour les deux sièges gagnés au premier tour, a déclaré son secrétaire général, Mounir Abdel Nour, estimant que le gouvernement n'a pas respecté « la promesse présidentielle de garantir la transparence des élections ».
  - Selon le quotidien indépendant Al Chourouk, ces résultats constituent « un séisme électoral pour l'opposition », mais « si un parti gagne toutes les élections durant trente ans sans aucune exception, cela veut dire que la fraude est devenue une partie intégrante de la structure du régime ».
  - L'ONG Amnesty International appelle l'Égypte à enquêter sur la mort de huit personnes lors des violences[28],[29].
  - Sinaï : Quatre touristes russes ont été grièvement blessés et mutilés dans deux attaques de requin distinctes près de Charm el-Cheikh, où les vacanciers sont à présent invités à rester hors de l'eau. Les quatre blessés ont été évacués par voie aérienne au Caire, où ils sont hospitalisés dans un état critique[30].

### Décembre 2010
- Dimanche 5 décembre 2010 :
  - Second tour des élections législatives pour lequel le parti au pouvoir se retrouve presque seul en lice. Le premier tour a été marqué par des accusations de fraudes à grande échelle et des violences, ce qui a poussé les Frères musulmans, principale force d'opposition du pays, et le parti libéral et laïc Wafd, à se retirer du processus électoral. 221 sièges ont été pourvus au premier tour sur 508 ouverts à la compétition électorale.
  - Sinaï : Une touriste allemande de 70 ans a été tuée par un requin alors qu'elle se baignait en mer Rouge devant son hôtel à Charm el-Cheikh. Ce décès intervient quelques jours après une attaque de requin contre des touristes russes qui ont été mutilés. Après les deux derniers attaques du 30 novembre et 1er décembre, les autorités avaient annoncé la capture de deux requins et les plages avaient été rouvertes samedi malgré l'avertissement d'une association locale selon laquelle un requin était toujours libre.

- Lundi 6 décembre 2010 : Le Parti national démocrate, au pouvoir en Égypte, a remporté 419 sièges sur 508 en lice aux élections législatives. 15 sièges sont allés à l'opposition contre 70 pour des indépendants. 10 autres sont directement attribués par le président Hosni Moubarak.

- Mardi 7 décembre 2010, Sinaï : Selon les premiers éléments de l'enquête sur les trois attaques de requins survenues en une semaine à Charm el-Cheikh, ces derniers « auraient été habitués à être nourris de manière illégale par une personne qui a ensuite cessé » de le faire, ce qui les a poussés à chercher d'autres proies. La station attire chaque année entre trois et quatre millions de vacanciers et constitue l'un des piliers de l'industrie touristique égyptienne.

- Vendredi 10 décembre 2010 : Selon des notes diplomatiques américaines, datant de mai 2009, divulguées par WikiLeaks, le président Hosni Moubarak, au pouvoir depuis 1981, devrait se présenter à l'élection présidentielle de 2011 et pourrait rester président jusqu'à la fin de sa vie. Cette élection « ne sera pas libre ni équitable » et le président « qui dirige la nation la plus peuplée et la plus influente du monde arabe, va très probablement mourir dans son bureau plutôt que de se retirer volontairement ou d'être remplacé lors d'un vote démocratique ». Il a subi une ablation de la vésicule biliaire et d'une petite tumeur à l'intestin, et ne s'est pas exprimé sur ses intentions pour la présidentielle. Les trois autres candidats probables sont Gamal Moubarak, le fils du président, Omar Souleiman, le chef des renseignements et Amr Moussa, le chef de la Ligue arabe et ancien ministre des Affaires étrangères[31].

- Dimanche 12 décembre 2010 : Les fortes pluies accompagnées de vents violents et de tempêtes de sable qui se sont abattues sur l’Égypte et sa région ont fait au moins 31 morts et de nombreux blessés dans des effondrements de bâtiments et des accidents de la route, à Alexandrie, à Tenta. Le bilan pourrait encore s'alourdir, ce type d'effondrement est fréquent en Égypte, où les normes de sécurité sont régulièrement ignorées dans les constructions, et où il est d'usage d'ajouter des étages sans autorisation. Un porte-conteneurs italien s'est échoué sur la côte nord-ouest du pays avec à bord 21 membres d'équipage et 38 conteneurs renfermant des peintures et des résines.

- Lundi 13 décembre 2010 : Selon des notes diplomatiques américaines, datant d'août 2007, divulguées par WikiLeaks, des tensions existent entre les généraux égyptiens et les États-Unis. Selon une autre notre datant de septembre 2008, « l'armée égyptienne est une institution en déclin » mais qui reste « puissante » à l'intérieur du pays en ce qu'elle « garantit la stabilité du régime » et qu'elle opère « un vaste réseau d'entreprises commerciales ».

- Lundi 20 décembre 2010 : Les autorités de sécurité annoncent le démantèlement d'un réseau d'espionnage au profit d'Israël, composé de deux Israéliens en fuite et d'un homme d'affaires égyptien de 37 ans incarcéré, qui aidait contre rétributions ces derniers à engager d'autres informateurs dans le secteur des télécommunications, travaillant en Égypte, en Syrie et au Liban, et qui auraient été susceptibles de rejoindre leur réseau[32].

- Jeudi 23 décembre 2010 :
  - La confrérie islamiste des Frères musulmans a l'intention de déplacer son combat politique vers la rue, à la suite des élections législatives qui ont été selon elle « truquées » pour l'exclure du parlement. Selon son leader, Mohammed Badie, son mouvement va coordonner avec d'autres formations de l'opposition l'organisation de manifestations qui seront « légales, constitutionnelles et massives » : « Il n'y a pas eu d'élections truquées, mais plutôt un vaste trucage avec une pincée d'élections [...] Ce parlement va faire du tort à l'image de l’Égypte et adoptera des textes de loi qui nuiront aux intérêts du pays [...] Absente du parlement, l'opposition descendra dans la rue ».
  - La condamnation à mort prononcée en juin contre Abdel Hamid Moussa Abou Akrab, ancien dirigeant de l'aile militaire du groupe islamiste Al Gamaa al Islamiya, a été commué en 50 ans de prison, en raison de sa santé fragile. Il avait été condamné pour le meurtre avec préméditation de deux généraux et deux policiers en 1992 et 1993 et pour sa participation à des attentats contre des touristes dans les années 1990.

- Dimanche 26 décembre 2010 : Un car de touristes transportant 37 touristes américains, se rendant vers les temples d'Abou Simbel, est entré en collision avec un camion chargé de sable. 8 touristes américains, dont 6 femmes, ont trouvé la mort et 21 autres ont été blessés.

- Mercredi 29 décembre 2010 : Des fortes pluies ont entraîné un bas scolaire alors qu'ils revenaient d'une excursion à Minya. 15 personnes, pour la plupart des écolières, et 3 adultes, ont trouvé la mort. Le bus transportait 77 écolières et leurs professeurs pour une excursion scolaire. D'autre part de nombreuses routes ont été fermées.

- Vendredi 31 décembre 2010 : Des avocats ont été malmenés — « frappés, pourchassés et insultés » — par la police à Tunis et dans plusieurs villes de Tunisie — Grombalia, Sousse, Monastir, Mahdia, Gafsa et Jendouba —, alors qu'ils tentaient d'exprimer leur appui à la population de Sidi Bouzid, région en proie à des troubles sociaux. Le Conseil de l'ordre dénonce « un usage sans précédent » de la force et « une sauvage agression visant à faire taire les avocats » et affirme que ceux-ci « sont déterminés à défendre la liberté d'expression » et « le droit des habitants de Sidi Bouzid et d'autres régions démunies à l'emploi, à la dignité »[33].